# Kranggan (Setu)
Kranggan is een bestuurslaag in het regentschap Tangerang Selatan van de provincie Banten, Indonesië. Kranggan telt 5429 inwoners (volkstelling 2010).